# مدل ناحیه چسبندگی
مدل ناحیه چسبندگی (Cohesive Zone Model, CZM) مدلی در مکانیک شکست است که در آن پیدایش شکست به عنوان یک پدیده تدریجی در نظر گرفته می‌شود که در آن جداسازی سطوح درگیر در ترک در راستای نوک ترک-رشد-کرده یا ناحیهٔ چسبندگی رخ می‌دهد. منشأ این مدل در ابتدای دهه شصت توسط بارنبلات (۱۹۶۲) و داگدیل (۱۹۶۰) برای نشان دادن فرایندهای غیر خطی واقع در مقابل یک پیش-ترک برمیگردد.
مزایای عمده CZM در مقایسه با روشهای متداول مکانیک شکست مانند LEFM (مکانیک شکست الاستیک خطی)، CTOD (جابجایی بازشدن نوک ترک) عبارتند از:
- این روش قادر است رفتار سازه‌های بدون ترک، از جمله سازه‌هایی که دارای حفره یا برش‌های کند هستند را پیش‌بینی کند.
- اندازه ناحیه غیر خطی در مقایسه با ابعاد دیگر هندسه ترک خورده در CZM نباید نادیده انگاشته شود، در حالی که در سایر روشهای متداول، اینگونه نیست.
- حتی برای مواد ترد، حضور پیش-ترک اولیه برای محاسبات LEFM لازم است.

یکی دیگر از مزیت‌های مهم CZM در چارچوب مفهومی رابط‌ها قرار دارد.
مدل ناحیه چسبندگی بیانگر هیچ مادهٔ فیزیکی ای نیست، بلکه نیروهای چسبندگی را نشان می‌دهد که وقتی عناصر ماده از هم جدا می‌شوند، رخ می‌دهد.
هنگامیکه سطوح (شناخته شده به عنوان سطوح چسبنده) جدا می‌شوند، کشش تا رسیدن به مقدار حداکثر افزایش یافته و پس از آن به صفر می‌رسد که در نهایت منجر به جدایی کامل سطوح می‌شود. تغییر در کشش و رابطهٔ آن با جابه جایی بر روی یک منحنی ترسیم می‌شود و منحنی کشش-جابجایی نامیده می‌شود. مساحت زیر این منحنی برابر با انرژی مورد نیاز برای جدایش است. با وجود جدایش فیزیکی، CZM روابط ریاضیاتی شرایط پیوستگی را حفظ می‌کند؛ این روش خاصیت تکینگی تنش را از بین برده و آن را به قدرت چسبندگی ماده محدود می‌کند.
منحنی کشش-جابجایی رفتار سازندهٔ پدیدهٔ شکست را نشان می‌دهد. در این روش برای هر سیستمی از مواد، دستورالعمل‌ها باید تشکیل شده و مدل سازی به صورت جداگانه انجام شود. مقدار انرژی شکست آزاد شده در منطقه کار بستگی به شکل مدل در نظر گرفته شده دارد. همچنین، نسبت بین حداکثر استرس و تنش تسلیم، بر طول ناحیه شکست اثر می‌گذارد. هر چه این نسبت کوچکتر، طول منطقه فرایند بزرگتر است. CZM به انرژی اجازه می‌دهد تا در منطقه فرایند شکست جاری شود. بخشی از این انرژی در منطقه رو به جلوی ترک و بقیه در ناحیه پشت ترک صرف می‌شود.
با این تفاسیر مدل ناحیه چسبندگی یک روش مؤثر برای مطالعه و شبیه‌سازی شکست در مواد جامد را فراهم می‌کند.